# Lucius Papirius Crassus
Pour les articles homonymes, voir Papirius Crassus.
Lucius Papirius Crassus est un homme politique de la République romaine, consul en 436 et 430 av. J.-C.

## Famille
Il est membre des Papirii Crassi, branche de la gens Papiria. Pour l'année 430 av. J.-C., Diodore de Sicile donne le praenomen de Caius,.

## Biographie

### Premier consulat (436)
En 436 av. J.-C., il est consul avec Marcus Cornelius Maluginensis. Ils mènent une guerre contre Véies et les Falisques et lancent des raids dans les territoires ennemis sans rencontrer de résistance. Mais ils ne peuvent pas assiéger les villes adverses à cause de l'épidémie de peste qui touche les troupes romaines.
À Rome, un tribun de la plèbe, Spurius Maelius, cherche à condamner en vain ceux qui ont accusé et assassiné Spurius Maelius, un riche chevalier romain qui aurait tenté de devenir roi (affectator regni) trois ans auparavant, en 439 av. J.-C. Son projet de loi prévoit la confiscation des biens de Caius Servilius Ahala, meurtrier de Spurius Maelius. Il accuse Ahala d'avoir mis à mort un individu sans que ce dernier n'ait été condamné au préalable par les magistrats (caedes civis indemnati) et Lucius Minucius de fausse accusation. C'est en effet ce dernier qui a alerté les consuls du danger qu'aurait représenté Spurius Maelius,. Le procès de Caius Servilius Ahala se déroule devant les comices centuriates.
Plusieurs prodiges, en plus de la peste, inquiètent les Romains, dont des tremblements de terre. Des prières publiques sont organisées sous la conduite de duumvirs.

### Deuxième consulat (430)
En 430 av. J.-C., il est de nouveau consul avec Lucius Iulius Iullus pour collègue. Les Romains accordent aux Èques une trêve de huit ans tandis que les Volsques sont en proie à des luttes internes après leur défaite au mont Algide.
À Rome, le collège des tribuns prépare une loi sur le taux des amendes mais les consuls sont informés par l'un des membres du collège et empêchent le projet d'aboutir. Les deux consuls proposent alors une loi, la Lex Iulia Papiria, permettant d'estimer la valeur des amendes en bronze, ces dernières étant jusqu'à présent réglées en nature,,.

### Auteurs antiques
- Tite-Live, Histoire romaine, Livre IV, 21/30 sur le site de l'Université de Louvain

### Auteurs modernes
- (en) T. Robert S. Broughton, The Magistrates of the Roman Republic : Volume I, 509 B.C. - 100 B.C., New York, The American Philological Association, coll. « Philological Monographs, number XV, volume I », 1951, 578 p.
- (en) Adolf Berger, Encyclopedic Dictionary of Roman Law, vol. 43, American Philosophical Society, 1968, 477 p.